# Pařížanka (freska)
Pařížanka, známá též jako La Parisienne, je část fresky ženy, která zřejmě zdobila stěnu svatyně ve vznešeném patře paláce v Knóssu. Toto jméno jí dal její objevitel Arthur Evans, jemuž freska připomínala pařížskou ženu z konce 19. století. Posvátný uzel, který má postava na šíji, naznačuje, že by mohlo jít o kněžku, či dokonce o bohyni.
Tento zlomek fresky mladé ženy datovaný do pozdně mínojského období, asi 1450–1350/1300 př. n. l., patří k nejznámějším výtvarným památkám mínojského umění. Žena s namalovanými rudými rty, velkýma očima, výrazným nosem a vlnitými vlasy, jež jí spadají do čela, vyjadřuje energii a přirozenost mínojského umění. Je oblečena do přepychového kněžského oděvu a na krku má posvátný uzel. Je zosobněním přirozeného pohybu a harmonie.
Zlomek byl součástí velké fresky nazývané Skládací sedátko. Žena je na takovém sedátku usazena a spolu s ostatními ženami a muži přijímá posvátný kylix.
Při archeologickém výzkumu mínojských paláců, pohřebišť a sídlišť bylo nalezeno množství předmětů spojených se zkrášlováním. V palácích v Knóssu, Kató Zakros a v Pylu existovaly zřejmě prostory určené ke zkrášlování. Tyto předměty se používaly během celého období trvání egejské civilizace. Mínojské dámy jejich pomocí zvýrazňovaly červeň svých rtů a bílou barvu svých tváří. Autor fresky pomocí černé barvy zdůraznil tvar ženiných očí, zatímco její rty zvýraznil červenou „rtěnkou“.
V současné době je freska umístěna v Iraklijském archeologickém muzeu na Krétě.